# Christian Pravda
Christian Pravda, född 8 mars 1927 i Kufstein, död 11 november 1994, var en österrikisk alpin skidåkare.
Pravda blev olympisk silvermedaljör i storslalom vid vinterspelen 1952 i Oslo.